# Llista de monuments de l'Alt Millars
Llista de monuments de l'Alt Millars inscrits en l'Inventari General del Patrimoni Cultural Valencià per la comarca de l'Alt Millars.
S'inclouen els monuments declarats com a Béns d'Interés Cultural (BIC), classificats com a béns immobles sota la categoria de monuments (realitzacions arquitectòniques o d'enginyeria, i obres d'escultura colossal), i els monuments declarats com a Béns immobles de rellevància local (BRL). Estan inscrits en l'Inventari General del Patrimoni Cultural Valencià, en les seccions 1a i 2a respectivament.

## Aiòder
| Monument                                  | Prot.? | Estil/època                                 | Localització                     | Coordenades                                          | Codi?         | Imatge |
| ----------------------------------------- | ------ | ------------------------------------------- | -------------------------------- | ---------------------------------------------------- | ------------- | --- |
| Castell                                   | BIC    | Medieval                                    | Aiòder Promontori prop del poble | 39° 59′ 45″ N, 0° 22′ 28″ O / 39.995846°N,0.374372°O | RI-51-0011151 | Castell (Aiòder) · Vegeu més fotos d'aquest monument · Carregueu una nova foto d'aquest monument                                   |
| Església parroquial de Sant Vicent Ferrer | BRL    | Barroc                                      | Aiòder Pl. Església, 8           | 39° 59′ 55″ N, 0° 22′ 26″ O / 39.998517°N,0.373954°O | 12.08.017-002 | Església parroquial de Sant Vicent Ferrer (Aiòder) · Vegeu més fotos d'aquest monument · Carregueu una nova foto d'aquest monument |
| Torre antic convent Dominics              | BRL    | S.XVI (1575) convent; S.XVII-XVIII campanar | Aiòder C. Convent                | 39° 59′ 57″ N, 0° 22′ 26″ O / 39.999076°N,0.373996°O | 12.08.017-001 | Torre antic convent Dominics (Aiòder) · Vegeu més fotos d'aquest monument · Carregueu una nova foto d'aquest monument              |

## Aranyel
| Monument                           | Prot.? | Estil/època | Localització      | Coordenades                                          | Codi?         | Imatge |
| ---------------------------------- | ------ | ----------- | ----------------- | ---------------------------------------------------- | ------------- | --- |
| Església parroquial de Sant Miquel | BRL    | S.XVII      | Aranyel Pl. Major | 40° 04′ 16″ N, 0° 28′ 54″ O / 40.071167°N,0.481611°O | 12.08.013-001 | Església parroquial de Sant Miquel (Aranyel) · Vegeu més fotos d'aquest monument · Carregueu una nova foto d'aquest monument |

## Argeleta
| Monument                                                                  | Prot.? | Estil/època | Localització                                                 | Coordenades                                          | Codi?         | Imatge |
| ------------------------------------------------------------------------- | ------ | ----------- | ------------------------------------------------------------ | ---------------------------------------------------- | ------------- | --- |
| Castell del Bou Negre, o de la Mola                                       | BIC    | Medieval    | Argeleta Muntanya al límit dels termes d'Argeleta i Lludient | 40° 04′ 42″ N, 0° 21′ 11″ O / 40.078334°N,0.353065°O | RI-51-0011124 | Castell del Bou Negre (Argeleta) · Vegeu més fotos d'aquest monument · Carregueu una nova foto d'aquest monument             |
| Castell Palau de Zeit Abu Zeit, o Torres del Palau del Marqués d'Argeleta | BIC    | Medieval    | Argeleta Pl. Iglesia                                         | 40° 03′ 18″ N, 0° 20′ 58″ O / 40.054977°N,0.349388°O | RI-51-0011003 | Castell Palau de Zeit Abu Zeit (Argeleta) · Vegeu més fotos d'aquest monument · Carregueu una nova foto d'aquest monument    |
| Església parroquial de Santa Anna                                         | BRL    |             | Argeleta                                                     | 40° 03′ 18″ N, 0° 20′ 59″ O / 40.055110°N,0.349744°O | 12.08.015-003 | Església parroquial de Santa Anna (Argeleta) · Vegeu més fotos d'aquest monument · Carregueu una nova foto d'aquest monument |

## El Castell de Vilamalefa
| Monument                          | Prot.? | Estil/època | Localització                                 | Coordenades                                          | Codi?         | Imatge |
| --------------------------------- | ------ | ----------- | -------------------------------------------- | ---------------------------------------------------- | ------------- | --- |
| Castell del Castell de Vilamalefa | BIC    |             | El Castell de Vilamalefa Turó dalt del poble | 40° 07′ 52″ N, 0° 22′ 50″ O / 40.131067°N,0.380638°O | 12.08.041-001 | Castell del Castell de Vilamalefa · Carregueu una nova foto d'aquest monument                                                               |
| Ermita del Calvari                | BRL    |             | El Castell de Vilamalefa                     | 40° 07′ 48″ N, 0° 22′ 39″ O / 40.13°N,0.3775°O       | 12.08.041-003 | Ermita del Calvari (el Castell de Vilamalefa) · Carregueu una nova foto d'aquest monument                                                   |
| Església parroquial de Sant Pere  | BRL    | S.XVII      | El Castell de Vilamalefa Pl. Espanya, 6      | 40° 07′ 50″ N, 0° 22′ 46″ O / 40.130657°N,0.379318°O | 12.08.041-002 | Església parroquial de Sant Pere (el Castell de Vilamalefa) · Vegeu més fotos d'aquest monument · Carregueu una nova foto d'aquest monument |

## Cirat
| Monument                                                | Prot.? | Estil/època                      | Localització                                     | Coordenades                                          | Codi?         | Imatge |
| ------------------------------------------------------- | ------ | -------------------------------- | ------------------------------------------------ | ---------------------------------------------------- | ------------- | --- |
| Castell de Cirat                                        | BIC    | Islàmic medieval                 | Cirat Promontori sobre el barranc de les Salines | 40° 03′ 00″ N, 0° 27′ 58″ O / 40.050099°N,0.466239°O | RI-51-0011252 | Carregueu una nova foto d'aquest monument                                                                                    |
| Torre del Palau dels Comtes de Cirat, o Torre del Comte | BIC    | Medieval XIII-XIV S. XIII; S.XIV | Cirat Pl. Mayor                                  | 40° 03′ 18″ N, 0° 27′ 47″ O / 40.054983°N,0.463011°O | RI-51-0011043 | Torre del Palau dels Comtes de Cirat (Cirat) · Vegeu més fotos d'aquest monument · Carregueu una nova foto d'aquest monument |
| Palau dels Comtes de Cirat                              | BIC    |                                  | Cirat                                            | 40° 03′ 18″ N, 0° 27′ 46″ O / 40.055135°N,0.462906°O | 12.08.046-003 | Palau dels Comtes de Cirat · Vegeu més fotos d'aquest monument · Carregueu una nova foto d'aquest monument                   |
| Castell del Tormo                                       | BIC    |                                  | Cirat                                            | 40° 03′ 44″ N, 0° 25′ 45″ O / 40.062113°N,0.429186°O | 12.08.046-004 | Carregueu una nova foto d'aquest monument                                                                                    |
| Església parroquial de la Mare de Déu dels Desemparats  | BRL    |                                  | Cirat El Tormo de Cirat                          | 40° 03′ 50″ N, 0° 25′ 44″ O / 40.063889°N,0.428889°O | 12.08.046-005 | Església parroquial de la Mare de Déu dels Desemparats (Cirat) · Carregueu una nova foto d'aquest monument                   |
| Església parroquial de Sant Bernadí                     | BRL    |                                  | Cirat Pl. Major, 2                               | 40° 03′ 18″ N, 0° 27′ 47″ O / 40.055053°N,0.463083°O | 12.08.046-006 | Església parroquial de Sant Bernadí (Cirat) · Vegeu més fotos d'aquest monument · Carregueu una nova foto d'aquest monument  |

## Cortes d'Arenós
| Monument                                          | Prot.? | Estil/època   | Localització                              | Coordenades                                          | Codi?         | Imatge |
| ------------------------------------------------- | ------ | ------------- | ----------------------------------------- | ---------------------------------------------------- | ------------- | --- |
| Ermita de Sant Blai                               | BRL    | S.XVI; S,XVII | Cortes d'Arenós                           | 40° 11′ 02″ N, 0° 32′ 26″ O / 40.183906°N,0.540690°O | 12.08.048-002 | Ermita de Sant Blai (Cortes d'Arenós) · Vegeu més fotos d'aquest monument · Carregueu una nova foto d'aquest monument                               |
| Ermita de Sant Cristòfol                          | BRL    |               | Cortes d'Arenós                           | 40° 11′ 14″ N, 0° 32′ 38″ O / 40.187267°N,0.543973°O | 12.08.048-004 | Carregueu una nova foto d'aquest monument |
| Ermita de Santa Bàrbara                           | BRL    | S.XVI         | Cortes d'Arenós Junt al cementiri         | 40° 11′ 27″ N, 0° 32′ 27″ O / 40.190742°N,0.540712°O | 12.08.048-003 | Carregueu una nova foto d'aquest monument |
| Església parroquial de la Mare de Déu dels Àngels | BRL    | S.XVI         | Cortes d'Arenós C. José Antonio           | 40° 11′ 14″ N, 0° 32′ 30″ O / 40.187222°N,0.541667°O | 12.08.048-005 | Església parroquial de la Mare de Déu dels Àngels (Cortes d'Arenós) · Vegeu més fotos d'aquest monument · Carregueu una nova foto d'aquest monument |
| Església parroquial de Sant Vicent Ferrer         | BRL    | S.XVIII       | Cortes d'Arenós Sant Vicent de Piedrahita | 40° 08′ 18″ N, 0° 30′ 06″ O / 40.138219°N,0.501723°O | 12.08.048-006 | Església parroquial de Sant Vicent Ferrer (Cortes d'Arenós) · Vegeu més fotos d'aquest monument · Carregueu una nova foto d'aquest monument         |

## Espadella
| Monument            | Prot.? | Estil/època | Localització                       | Coordenades                                          | Codi?         | Imatge                                    |
| ------------------- | ------ | ----------- | ---------------------------------- | ---------------------------------------------------- | ------------- | ----------------------------------------- |
| Castell d'Espadella | BIC    |             | Espadella Turó de la Penya Saganta | 40° 01′ 18″ N, 0° 21′ 40″ O / 40.021537°N,0.361176°O | 12.08.058-001 | Carregueu una nova foto d'aquest monument |

## Fanzara
| Monument                           | Prot.? | Estil/època     | Localització                                      | Coordenades                                          | Codi?         | Imatge |
| ---------------------------------- | ------ | --------------- | ------------------------------------------------- | ---------------------------------------------------- | ------------- | --- |
| Castell de Fanzara                 | BIC    |                 | Fanzara En el km 8,5 de la ctra. d'Onda a Fanzara | 40° 00′ 14″ N, 0° 19′ 02″ O / 40.004011°N,0.31715°O  | 12.08.059-001 | Carregueu una nova foto d'aquest monument                                                                                    |
| Ermita del Calvari                 | BRL    |                 | Fanzara                                           | 40° 01′ 02″ N, 0° 19′ 07″ O / 40.017361°N,0.318561°O | 12.08.059-003 | Ermita del Calvari (Fanzara) · Vegeu més fotos d'aquest monument · Carregueu una nova foto d'aquest monument                 |
| Església parroquial de l'Assumpció | BRL    | S.XVII; S.XVIII | Fanzara Pl. de la Iglesia                         | 40° 01′ 07″ N, 0° 18′ 59″ O / 40.018567°N,0.3164°O   | 12.08.059-002 | Església parroquial de l'Assumpció (Fanzara) · Vegeu més fotos d'aquest monument · Carregueu una nova foto d'aquest monument |

## La Font de la Reina
| Monument                                          | Prot.? | Estil/època     | Localització                          | Coordenades                                          | Codi?         | Imatge |
| ------------------------------------------------- | ------ | --------------- | ------------------------------------- | ---------------------------------------------------- | ------------- | --- |
| Església parroquial de la Mare de Déu dels Àngels | BRL    | S.XVII; S.XVIII | La Font de la Reina Pl. de la Iglesia | 40° 03′ 50″ N, 0° 36′ 33″ O / 40.063889°N,0.609167°O | 12.08.063-001 | Església parroquial de la Mare de Déu dels Àngels (la Font de la Reina) · Vegeu més fotos d'aquest monument · Carregueu una nova foto d'aquest monument |

## Les Fonts d'Aiòder
| Monument                         | Prot.?        | Estil/època | Localització                                                       | Coordenades                                          | Codi?         | Imatge                                                                                           |
| -------------------------------- | ------------- | ----------- | ------------------------------------------------------------------ | ---------------------------------------------------- | ------------- | ------------------------------------------------------------------------------------------------ |
| Ajuntament de les Fonts d'Aiòder | BRL           |             | Les Fonts d'Aiòder C. Salvador Segarra, 15                         | 40° 01′ 14″ N, 0° 25′ 11″ O / 40.02069°N,0.41977°O   | 12.08.064-013 | Carregueu una nova foto d'aquest monument                                                        |
| Església parroquial de Sant Roc  | BRL           | S.XVII      | Les Fonts d'Aiòder Pl. de la Iglesia                               | 40° 01′ 15″ N, 0° 25′ 10″ O / 40.020783°N,0.419320°O | 12.08.064-001 | Església parroquial de Sant Roc (les Fonts d'Aiòder) · Carregueu una nova foto d'aquest monument |
| Nucli històric tradicional       | BRL           |             | Les Fonts d'Aiòder                                                 | 40° 01′ 15″ N, 0° 25′ 12″ O / 40.02083°N,0.42°O      | 12.08.064-002 | Carregueu una nova foto d'aquest monument                                                        |
| Molí de Dalt                     | BRL etnològic |             | Les Fonts d'Aiòder Entre el riu Aiòder i el barranc de les Clochas |                                                      | 12.08.064-003 | Carregueu una nova foto d'aquest monument                                                        |
| Molí de Baix                     | BRL etnològic |             | Les Fonts d'Aiòder Junt al pou Canterera i el pou l'Olla           |                                                      | 12.08.064-004 | Carregueu una nova foto d'aquest monument                                                        |
| Assut de la Rinconada 1          | BRL etnològic |             | Les Fonts d'Aiòder Penya del Buitre                                |                                                      | 12.08.064-005 | Carregueu una nova foto d'aquest monument                                                        |
| Assut de la Rinconada 2          | BRL etnològic |             | Les Fonts d'Aiòder Penya del Buitre                                |                                                      | 12.08.064-006 | Carregueu una nova foto d'aquest monument                                                        |
| Balsa de la Rinconada            | BRL etnològic |             | Les Fonts d'Aiòder Penya del Buitre                                |                                                      | 12.08.064-007 | Carregueu una nova foto d'aquest monument                                                        |
| Balsa del Molí de Dalt           | BRL etnològic |             | Les Fonts d'Aiòder Barri del Molí                                  | 40° 01′ 19″ N, 0° 25′ 38″ O / 40.02194°N,0.42722°O   | 12.08.064-008 | Carregueu una nova foto d'aquest monument                                                        |
| Pou Negre                        | BRL etnològic |             | Les Fonts d'Aiòder Prop de la font del Zurro                       | 40° 00′ 36″ N, 0° 25′ 54″ O / 40.00995°N,0.43155°O   | 12.08.064-009 | Carregueu una nova foto d'aquest monument                                                        |
| Barrera tradicional de la Plaça  | BRL etnològic |             | Les Fonts d'Aiòder                                                 |                                                      | 12.08.064-010 | Carregueu una nova foto d'aquest monument                                                        |

## Lludient
| Monument                                                     | Prot.? | Estil/època    | Localització                                    | Coordenades                                            | Codi?         | Imatge |
| ------------------------------------------------------------ | ------ | -------------- | ----------------------------------------------- | ------------------------------------------------------ | ------------- | --- |
| Torre de Giraba                                              | BIC    |                | Lludient Prop del lloc de Giraba                | 40° 06′ 04″ N, 0° 22′ 59″ O / 40.101053°N,0.383013°O   | 12.08.073-001 | Carregueu una nova foto d'aquest monument                                                                                      |
| Castell del Bou Negre                                        | BIC    |                | Lludient Turó de La Mola a l'est del Mont Pelat | 40° 04′ 43″ N, 0° 21′ 08″ O / 40.078625°N,0.352187°O   | RI-51-0011124 | Castell de Bou Negre (Lludient) · Vegeu més fotos d'aquest monument · Carregueu una nova foto d'aquest monument                |
| Església fortificada, o Església de la Nativitat de la Verge | BIC    |                | Lludient En la part alta del poble              | 40° 05′ 12″ N, 0° 22′ 25″ O / 40.086699°N,0.373653°O   | 12.08.073-003 | Església fortificada (Lludient) · Modifica el valor a Wikidata · Carregueu una nova foto d'aquest monument                     |
| Ermita de la Verge del Pilar                                 | BRL    | S.XVIII        | Lludient C. Carretera del Castillo              | 40° 05′ 17″ N, 0° 22′ 20″ O / 40.0881428°N,0.3722087°O | 12.08.073-006 | Ermita de la Verge del Pilar (Lludient) · Vegeu més fotos d'aquest monument · Carregueu una nova foto d'aquest monument        |
| Església parroquial de la Nativitat                          | BRL    | S.XVIII (1796) | Lludient C. Nou                                 | 40° 05′ 11″ N, 0° 22′ 20″ O / 40.086358°N,0.372103°O   | 12.08.073-005 | Església parroquial de la Nativitat (Lludient) · Vegeu més fotos d'aquest monument · Carregueu una nova foto d'aquest monument |

## Montanejos
| Monument                                  | Prot.?        | Estil/època     | Localització                                          | Coordenades                                          | Codi?         | Imatge |
| ----------------------------------------- | ------------- | --------------- | ----------------------------------------------------- | ---------------------------------------------------- | ------------- | --- |
| Castell de l'Alqueria                     | BIC           | Islàmic         | Montanejos Muntanya al marge esquerre del riu Montant | 40° 03′ 28″ N, 0° 31′ 16″ O / 40.057748°N,0.520986°O | RI-51-0011254 | Carregueu una nova foto d'aquest monument                                                                                              |
| Torre de Montanejos                       | BIC           | Islàmic         | Montanejos C. San Vicente, 42                         | 40° 04′ 04″ N, 0° 31′ 21″ O / 40.067702°N,0.522376°O | RI-51-0010999 | Torre de Montanejos · Vegeu més fotos d'aquest monument · Carregueu una nova foto d'aquest monument                                    |
| Ermita de Nostra Senyora dels Desemparats | BRL           |                 | Montanejos L'Alqueria Baixa                           | 40° 03′ 51″ N, 0° 30′ 50″ O / 40.064167°N,0.513889°O | 12.08.079-003 | Ermita de Nostra Senyora dels Desemparats (Montanejos) · Vegeu més fotos d'aquest monument · Carregueu una nova foto d'aquest monument |
| Església parroquial de Sant Jaume         | BRL           | S.XVII; S.XVIII | Montanejos Pl. de la Iglesia, 1                       | 40° 40′ 05″ N, 0° 31′ 22″ O / 40.668056°N,0.522778°O | 12.08.079-002 | Església parroquial de Sant Jaume (Montanejos) · Vegeu més fotos d'aquest monument · Carregueu una nova foto d'aquest monument         |
| Aqüeducte del Pont de Sant Josep          | BRL etnològic |                 | Montanejos                                            | 40° 04′ 00″ N, 0° 31′ 22″ O / 40.066667°N,0.522778°O | 12.08.079-005 | Aqüeducte del Pont de Sant Josep (Montanejos) · Vegeu més fotos d'aquest monument · Carregueu una nova foto d'aquest monument          |
| Font dels Banys                           | BRL etnològic |                 | Montanejos                                            | 40° 04′ 29″ N, 0° 31′ 59″ O / 40.074807°N,0.533079°O | 12.08.079-007 | Font dels Banys (Montanejos) · Vegeu més fotos d'aquest monument · Carregueu una nova foto d'aquest monument                           |
| Parte Aguas                               | BRL etnològic |                 | Montanejos                                            | 40° 04′ 13″ N, 0° 31′ 22″ O / 40.07036°N,0.52289°O   | 12.08.079-008 | Parte Aguas (Montanejos) · Modifica el valor a Wikidata · Carregueu una nova foto d'aquest monument                                    |
| Nucli històric tradicional                | BRL           |                 | Montanejos                                            | 40° 04′ 04″ N, 0° 31′ 26″ O / 40.06778°N,0.52389°O   | 12.08.079-009 | Nucli històric tradicional (Montanejos) · Carregueu una nova foto d'aquest monument                                                    |

## Montant
| Monument                           | Prot.? | Estil/època     | Localització                                                       | Coordenades                                          | Codi?         | Imatge |
| ---------------------------------- | ------ | --------------- | ------------------------------------------------------------------ | ---------------------------------------------------- | ------------- | --- |
| Castell de Montant                 | BIC    | segles XII-XIII | Montant espoló rocós al cim d'un dels turons del nucli poblacional | 40° 02′ 06″ N, 0° 33′ 19″ O / 40.035077°N,0.555354°O | 12.08.078-001 | Carregueu una nova foto d'aquest monument                                                                                    |
| Convent dels Servites              | BRL    | Barroc S.XVIII  | Montant Pl. Servitas - pl. del Sol                                 | 40° 02′ 07″ N, 0° 33′ 22″ O / 40.035337°N,0.556043°O | 12.08.078-002 | Convent dels Servites (Montant) · Vegeu més fotos d'aquest monument · Carregueu una nova foto d'aquest monument              |
| Església parroquial de Sant Bernat | BRL    | S.XVIII         | Montant C. Gil Pérez, 16                                           | 40° 02′ 08″ N, 0° 33′ 15″ O / 40.035509°N,0.554230°O | 12.08.078-003 | Església parroquial de Sant Bernat (Montant) · Vegeu més fotos d'aquest monument · Carregueu una nova foto d'aquest monument |

## La Pobla d'Arenós
| Monument                                 | Prot.? | Estil/època      | Localització                                                  | Coordenades                                          | Codi?         | Imatge |
| ---------------------------------------- | ------ | ---------------- | ------------------------------------------------------------- | ---------------------------------------------------- | ------------- | --- |
| Castell d'Arenós, o Castell de la Viñaza | BIC    | Islàmic medieval | La Pobla d'Arenós Sobre un turó junt a l'embassament d'Arenós | 40° 05′ 34″ N, 0° 34′ 15″ O / 40.092699°N,0.570924°O | RI-51-0011051 | Castell d'Arenós (La Pobla d'Arenós) · Vegeu més fotos d'aquest monument · Carregueu una nova foto d'aquest monument |

## Sucaina
| Monument                         | Prot.? | Estil/època    | Localització                                             | Coordenades                                              | Codi?         | Imatge |
| -------------------------------- | ------ | -------------- | -------------------------------------------------------- | -------------------------------------------------------- | ------------- | --- |
| Masia i Torre de la Chirivilla   | BIC    |                | Sucaina Junt a la ctra. C-232                            | 40° 08′ 28″ N, 0° 26′ 41″ O / 40.141068°N,0.444718°O     | 12.08.142-002 | Carregueu una nova foto d'aquest monument                                                                                  |
| Calvari                          | BRL    | S. XVIII-XIX   | Sucaina Sortida del poble en direcció a Cortes d'Arenós  | 40° 07′ 57″ N, 0° 25′ 20″ O / 40.132478°N,0.422308°O     | 12.08.142-004 | Calvari (Sucaina) · Vegeu més fotos d'aquest monument · Carregueu una nova foto d'aquest monument                          |
| Església parroquial del Salvador | BRL    | S.XVI; S.XVIII | Sucaina                                                  | 40° 07′ 55″ N, 0° 25′ 06″ O / 40.13201944°N,0.41838056°O | 12.08.142-001 | Església parroquial del Salvador (Sucaina) · Vegeu més fotos d'aquest monument · Carregueu una nova foto d'aquest monument |
| Ermita de Santa Anna             | BRL    | S.XVIII        | Sucaina A 4 km de la població per la CV-195 a Montanejos | 40° 07′ 28″ N, 0° 27′ 17″ O / 40.124422°N,0.454817°O     | 12.08.142-003 | Ermita de Santa Anna (Sucaina) · Vegeu més fotos d'aquest monument · Carregueu una nova foto d'aquest monument             |
| Ermita de Santa Bàrbara          | BRL    | S.XVIII        | Sucaina En la part alta de la població                   | 40° 07′ 57″ N, 0° 25′ 14″ O / 40.132553°N,0.420561°O     | 12.08.142-005 | Ermita de Santa Bàrbara (Sucaina) · Vegeu més fotos d'aquest monument · Carregueu una nova foto d'aquest monument          |

## Toga
| Monument                                       | Prot.? | Estil/època         | Localització             | Coordenades                                          | Codi?         | Imatge |
| ---------------------------------------------- | ------ | ------------------- | ------------------------ | ---------------------------------------------------- | ------------- | --- |
| Castell de Toga                                | BIC    |                     | Toga Junt al riu Millars | 40° 02′ 37″ N, 0° 22′ 04″ O / 40.0436°N,0.367692°O   | 12.08.113-001 | Castell de Toga · Carregueu una nova foto d'aquest monument                                                                           |
| Recinte emmurallat de Toga                     | BIC    | dominació musulmana | Toga Nucli urbà          | 40° 02′ 29″ N, 0° 22′ 01″ O / 40.041522°N,0.366958°O | 12.08.113-002 | Recinte emmurallat de Toga · Vegeu més fotos d'aquest monument · Carregueu una nova foto d'aquest monument                            |
| Església parroquial de la Immaculada Concepció | BRL    | S.XVIII-S.XIX       | Toga Pl. de la Iglesia   | 40° 02′ 33″ N, 0° 22′ 01″ O / 40.042601°N,0.367024°O | 12.08.113-003 | Església parroquial de la Immaculada Concepció (Toga) · Vegeu més fotos d'aquest monument · Carregueu una nova foto d'aquest monument |

## Torralba
| Monument           | Prot.? | Estil/època | Localització                             | Coordenades                                            | Codi?         | Imatge                                    |
| ------------------ | ------ | ----------- | ---------------------------------------- | ------------------------------------------------------ | ------------- | ----------------------------------------- |
| Castell de Vialeva | BIC    | Medieval    | Torralba Turó entre Torralba i Vilamalur | 39° 58′ 47″ N, 0° 25′ 46″ O / 39.979716°N,0.42949000°O | RI-51-0012070 | Carregueu una nova foto d'aquest monument |

## Torre-xiva
| Monument                        | Prot.? | Estil/època | Localització                  | Coordenades                                          | Codi?         | Imatge |
| ------------------------------- | ------ | ----------- | ----------------------------- | ---------------------------------------------------- | ------------- | --- |
| Torre de Torre-xiva             | BIC    |             | Torre-xiva C. San Antonio, 14 | 40° 02′ 55″ N, 0° 23′ 55″ O / 40.048626°N,0.398619°O | RI-51-0011321 | Torre de Torre-xiva · Vegeu més fotos d'aquest monument · Carregueu una nova foto d'aquest monument                          |
| Església parroquial de Sant Roc | BRL    | S.XVIII     | Torre-xiva Pl. de la Iglesia  | 40° 02′ 56″ N, 0° 23′ 52″ O / 40.048906°N,0.397852°O | 12.08.118-002 | Església parroquial de Sant Roc (Torre-xiva) · Vegeu més fotos d'aquest monument · Carregueu una nova foto d'aquest monument |

## Vallat
| Monument                                     | Prot.? | Estil/època | Localització             | Coordenades                                          | Codi?         | Imatge |
| -------------------------------------------- | ------ | ----------- | ------------------------ | ---------------------------------------------------- | ------------- | --- |
| Església parroquial de Sant Joan Evangelista | BRL    | S.XVIII     | Vallat Pl. de la Iglesia | 40° 01′ 50″ N, 0° 20′ 12″ O / 40.030639°N,0.336639°O | 12.08.123-001 | Església parroquial de Sant Joan Evangelista (Vallat) · Vegeu més fotos d'aquest monument · Carregueu una nova foto d'aquest monument |

## Vilafermosa
| Monument                                              | Prot.? | Estil/època | Localització                      | Coordenades                                          | Codi?         | Imatge |
| ----------------------------------------------------- | ------ | ----------- | --------------------------------- | ---------------------------------------------------- | ------------- | --- |
| Castell de Vilafermosa                                | BIC    |             | Vilafermosa A l'entrada del poble | 40° 12′ 07″ N, 0° 25′ 03″ O / 40.201907°N,0.417468°O | 12.08.130-004 | Castell de Vilafermosa · Vegeu més fotos d'aquest monument · Carregueu una nova foto d'aquest monument                                              |
| Ermita de Sant Antoni                                 | BRL    |             | Vilafermosa                       | 40° 12′ 21″ N, 0° 24′ 55″ O / 40.205935°N,0.415238°O | 12.08.130-003 | Ermita de Sant Antoni (Vilafermosa) · Carregueu una nova foto d'aquest monument                                                                     |
| Ermita de Sant Bartomeu                               | BRL    |             | Vilafermosa                       | 40° 10′ 30″ N, 0° 27′ 38″ O / 40.175135°N,0.460653°O | 12.08.130-002 | Ermita de Sant Bartomeu (Vilafermosa) · Vegeu més fotos d'aquest monument · Carregueu una nova foto d'aquest monument                               |
| Ermita del Calvari                                    | BRL    |             | Vilafermosa                       | 40° 12′ 05″ N, 0° 25′ 03″ O / 40.201419°N,0.417459°O | 12.08.130-005 | Carregueu una nova foto d'aquest monument |
| Església parroquial de la Nativitat de la Mare de Déu | BRL    | S.XVIII     | Vilafermosa C. Olmos              | 40° 12′ 10″ N, 0° 25′ 06″ O / 40.202805°N,0.418210°O | 12.08.130-001 | Església parroquial de la Nativitat de la Mare de Déu (Vilafermosa) · Vegeu més fotos d'aquest monument · Carregueu una nova foto d'aquest monument |

## Vilamalur
| Monument                            | Prot.? | Estil/època | Localització                  | Coordenades                                          | Codi?         | Imatge |
| ----------------------------------- | ------ | ----------- | ----------------------------- | ---------------------------------------------------- | ------------- | --- |
| Castell de Vilamalur                | BIC    |             | Vilamalur Turó prop del poble | 39° 57′ 45″ N, 0° 23′ 32″ O / 39.962616°N,0.392131°O | 12.08.131-001 | Castell de Vilamalur · Vegeu més fotos d'aquest monument · Carregueu una nova foto d'aquest monument                            |
| Església parroquial de Sant Domènec | BRL    |             | Vilamalur C. Olmos            | 39° 57′ 52″ N, 0° 23′ 43″ O / 39.964561°N,0.395299°O | 12.08.131-002 | Església parroquial de Sant Domènec (Vilamalur) · Vegeu més fotos d'aquest monument · Carregueu una nova foto d'aquest monument |

## Vilanova de la Reina
| Monument                                | Prot.? | Estil/època     | Localització                               | Coordenades                                          | Codi?         | Imatge |
| --------------------------------------- | ------ | --------------- | ------------------------------------------ | ---------------------------------------------------- | ------------- | --- |
| Ermita de Sant Martí i Santa Bàrbara    | BRL    |                 | Vilanova de la Reina Partida de San Martín | 40° 03′ 30″ N, 0° 38′ 23″ O / 40.058355°N,0.639643°O | 12.08.133-002 | Ermita de Sant Martí i Santa Bàrbara (Vilanova de la Reina) · Carregueu una nova foto d'aquest monument                                        |
| Església parroquial de Sant Antoni Abat | BRL    | S.XVII; S.XVIII | Vilanova de la Reina Pl. de la Iglesia     | 40° 03′ 32″ N, 0° 38′ 48″ O / 40.058889°N,0.646667°O | 12.08.133-001 | Església parroquial de Sant Antoni Abat (Vilanova de la Reina) · Vegeu més fotos d'aquest monument · Carregueu una nova foto d'aquest monument |